# Epitonium catalinae
Epitonium catalinae är en snäckart som beskrevs av Dall 1908. Epitonium catalinae ingår i släktet Epitonium och familjen vindeltrappsnäckor. Inga underarter finns listade i Catalogue of Life.